# 800 meter för damer i friidrott vid olympiska sommarspelen 1996
800 meter för damer vid olympiska sommarspelen 1996 i Atlanta avgjordes den 26-29 juli. 

## Medaljörer
| Gren      | Guld                           | Guld    | Silver                    | Silver  | Brons                               | Brons   |
| 800 meter | Svetlana Masterkova · Ryssland | 1.57,73 | Ana Fidelia Quirot · Kuba | 1.58,11 | Maria de Lurdes Mutola · Moçambique | 1.58,71 |

## Resultat
- Q innebär avancemang utifrån placering i heatet.
- q innebär avancemang utifrån total placering.
- DNS innebär att personen inte startade.
- DNF innebär att personen inte fullföljde.
- DQ innebär diskvalificering.
- NR innebär nationellt rekord.
- OR innebär olympiskt rekord.
- WR innebär världsrekord.
- WJR innebär världsrekord för juniorer
- AR innebär världsdelsrekord (area record)
- PB innebär personligt rekord.
- SB innebär säsongsbästa.

### Final
| Placering | Namn                          | Final   | Semi    | Heat    |
| --------- | ----------------------------- | ------- | ------- | ------- |
|           | Svetlana Masterkova (RUS)     | 1.57,73 | 1:57.95 | 1:59.67 |
|           | Ana Fidelia Quirot (CUB)      | 1.58,11 | 1.57.99 | 1:59.98 |
|           | Maria de Lurdes Mutola (MOZ)  | 1.58,71 | 1:57.62 | 1:58.98 |
| 4.        | Kelly Holmes (GBR)            | 1.58,81 | 1:58.49 | 1:58.80 |
| 5.        | Jelena Afanasieva (RUS)       | 1.59,57 | 1:57.77 | 1:59.18 |
| 6.        | Patricia Djaté-Taillard (FRA) | 1.59,61 | 1:57.93 | 1:58.98 |
| 7.        | Natalja Duchnova (BLR)        | 2.00.32 | 1:58.67 | 1:59.23 |
| 8.        | Toni Hodgkinson (NZL)         | 2.00,54 | 1:58.25 | 1:59.35 |

### Icke-kvalificerade
| Placering | Namn                      | Semi    | Försök  |
| --------- | ------------------------- | ------- | ------- |
| —         | Dawn Williams (DMA)       | 1.59,06 | 1:59.65 |
| —         | Linda Kisabaka (GER)      | 1:59.23 | 1:59.56 |
| —         | Viviane Dorsile (FRA)     | 2:00.68 | 2:00.02 |
| —         | Stella Jongmans (NED)     | DNF     | 2:00.26 |
| —         | Letitia Vriesde (SUR)     | 1:58.29 | 1:59.71 |
| —         | Ludmila Formanová (CZE)   | 1:59.28 | 1:59.37 |
| —         | Meredith Rainey (USA)     | 1:59.36 | 1:59.96 |
| —         | Ljubov Tsioma (RUS)       | 2:02.50 | 2:00.18 |
| —         | Charmaine Crooks (CAN)    | DNQ     | 2:00.27 |
| —         | Joetta Clark (USA)        | DNQ     | 2:00.38 |
| —         | Suzy Favor-Hamilton (USA) | DNQ     | 2:00.47 |
| —         | Inez Turner (JAM)         | DNQ     | 2:01.48 |
| —         | Malin Ewerlöf (SWE)       | DNQ     | 2:01.61 |
| —         | Petya Strashilova (BUL)   | DNQ     | 2:02.13 |
| —         | Lisa Lightfoot (AUS)      | DNQ     | 2:02.88 |
| —         | Eduarda Coelho (POR)      | DNQ     | 2:03.22 |
| —         | Jian Zhang (CHN)          | DNQ     | 2:04.17 |
| —         | Kutre Dulecha (ETH)       | DNQ     | 2:04.80 |
| —         | Marta Orellana (ARG)      | DNQ     | 2:04.99 |
| —         | Restituta Joseph (TAN)    | DNQ     | 2:08.31 |
| —         | Leontine Tsiba (CGO)      | DNQ     | 2:08.58 |
| —         | Sharette Garcia (BIZ)     | DNQ     | 2:13.52 |
| —         | Yaznee Nasheeda (MDV)     | DNQ     | 2:36.85 |
| —         | Adama Njie (GAM)          | DNQ     | DNF     |
| —         | Ana Amelia Menéndez (ESP) | DNQ     | DNF     |
| —         | Diane Modahl (GBR)        | DNQ     | DNF     |
| —         | Tina Paulino (MOZ)        | DNQ     | DNS     |